# 玛丽娜·别赫-罗曼丘克
玛丽娜·亞歷山德里芙娜·别赫-罗曼丘克（羅馬化：Maryna Oleksandrivna Bekh-Romanchuk；1995年7月18日—），乌克兰女子跳远运动员。她赢得了2018年欧洲田径锦标赛的银牌。她的丈夫是游泳选手米哈伊洛·罗曼丘克。